# 쾌걸롱맨 나롱이
《쾌걸롱맨 나롱이》는 스튜디오 카브가 만들어 문화방송에서 방송하는 동물 애니메이션이다. 하늘다람쥐 나롱이가 영웅 롱맨으로 변신하여 악당인 아짱나와 한판 승부를 벌이는 이야기다. 뚜루뚜루뚜 나롱이의 시즌 2 애니메이션으로 2006년 1월에서 2007년 3월 사이에 문화방송에서 매주 금요일 오후 5시 20분에 방영되었다.

## 작품 개요
- 작품명:쾌걸롱맨 나롱이 (나롱이 시즌2, Longman, the Little Big Hero)
- 형식:TV 시리즈 총 52부작
- 종류:코믹 액션 시트콤

## 제작진
- 감독:유재운
- 프로듀서:최가희, 안성은
- 미술감독:김해성
- 시나리오 작가:황석연
- 콘티작가:아리토미 코오지
- 마케팅:김신화
- 비즈니스 네트워크:아이코닉스(해외사업대행), 위즈 엔터테인먼트(국내사업대행), 문화방송(공중파), (구)온미디어 (현) CJENM (투니버스)(케이블), 애니캐스트(VOD)

## 등장 인물
- 나롱이 (성우: 김서영)
- 우꺄 (성우: 우정신)
- 숭숭이: (성우: 김영선)
- 아짱나 (가명: 아쵸) - 세계정복학교 수석학생 (성우: 한채언)
- 카카 (성우: 엄상현)
- 프리지아 - 세계정복학교 교장 (성우: 류점희)
- 펭글박사 (성우: 이철용)
- 쾌걸 헤딩맨 (성우: 최한)
- 팬지 (성우: 여민정)

## 방영 목록
| 회차       | 회차       | 제목                     | 방송 일자        |
| 15분판     | 30분판     | 제목                     | 방송 일자        |
| ---------- | ---------- | ------------------------ | ---------------- |
| 1회        | 1회        | 나롱이는 남자다!         | 2006년 1월 13일  |
| 2회        | 1회        | 내 이름은 아짱나         | 2006년 1월 20일  |
| 3회        | 2회        | 땡글땡글 헤딩어택        | 2006년 1월 27일  |
| 4회        | 2회        | 정의의 쾌걸롱맨          | 2006년 2월 3일   |
| 5회        | 3회        | 동에번쩍 서에번쩍!       | 2006년 2월 10일  |
| 6회        | 3회        | 아짱나의 절대반격        | 2006년 2월 17일  |
| 7회        | 4회        | 이제 그만둘래~           | 2006년 2월 24일  |
| 8회        | 4회        | 우꺄를 구해라~!          | 2006년 3월 3일   |
| 9회        | 5회        | 나롱이의 각오            | 2006년 3월 10일  |
| 10회       | 5회        | 롱맨은 어디에~           | 2006년 3월 17일  |
| 11회       | 6회        | 우꺄와 데이트            | 2006년 3월 24일  |
| 12회       | 6회        | 아짱나의 수난 24시       | 2006년 4월 7일   |
| 13회       | 7회        | 학교를 지켜라!           | 2006년 4월 21일  |
| 14회       | 7회        | 변신하면 나도멋져!       | 2006년 4월 28일  |
| 15회       | 8회        | 악당롱맨                 | 2006년 5월 19일  |
| 16회       | 8회        | 롱맨VS롱맨               | 2006년 6월 2일   |
| 17회       | 9회        | 임금님 귀는 토끼귀       | 2006년 6월 9일   |
| 18회       | 9회        | 내 친구 숭숭이           | 2006년 6월 16일  |
| 19회       | 10회       | 전격 다큐~ 쾌걸롱맨~     | 2006년 6월 30일  |
| 20회       | 10회       | 눈물의 승리              | 2006년 7월 7일   |
| 21회       | 11회       | 나롱아 일어나~           | 2006년 7월 14일  |
| 22회       | 11회       | 나롱이의 용기            | 2006년 7월 21일  |
| 23회       | 12회       | 땡글땡글 헤딩 파이어어택 | 2006년 7월 28일  |
| 24회       | 12회       | 아짱나의 눈물            | 2006년 8월 4일   |
| 25회       | 13회       | 아짱나의 과거            | 2006년 8월 11일  |
| 26회       | 13회       | 롱맨이 너냐!             | 2006년 8월 18일  |
| 27회       | 14회       | 전학생 아쵸              | 2006년 8월 25일  |
| 28회       | 14회       | 나롱이로 돌아와~         | 2006년 9월 1일   |
| 29회       | 15회       | 나롱이를 믿어줘          | 2006년 9월 8일   |
| 30회       | 15회       | 돌아와 나롱아!           | 2006년 9월 15일  |
| 31회       | 16회       | 페어플레이!              | 2006년 9월 22일  |
| 32회       | 16회       | 귀신이 온다~!            | 2006년 9월 29일  |
| 33회       | 17회       | 배고픈 아짱나            | 2006년 10월 13일 |
| 34회       | 17회       | 숭숭이의 배신            | 2006년 10월 20일 |
| 35회       | 18회       | 아짱나의 사생활          | 2006년 10월 27일 |
| 36회       | 18회       | 나롱이는 너무해          | 2006년 11월 3일  |
| 37회       | 19회       | 뒤를 조심해!             | 2006년 11월 10일 |
| 38회       | 19회       | 아짱나의 결의            | 2006년 11월 17일 |
| 39회       | 20회       | 우꺄의 마음              | 2006년 11월 24일 |
| 40회       | 20회       | 우리는 친구              | 2006년 12월 8일  |
| 41회       | 21회       | 가족 이란                | 2006년 12월 22일 |
| 42회       | 21회       | 장미들의 전쟁            | 2006년 12월 29일 |
| 43회       | 22회       | 질투는 나의 힘           | 2007년 1월 5일   |
| 44회       | 22회       | 어머! 난 몰라~           | 2007년 1월 12일  |
| 45회       | 23회       | 내가 롱맨이야~!          | 2007년 1월 19일  |
| 46회       | 23회       | 아짱나의 라이벌          | 2007년 1월 26일  |
| 47회       | 24회       | 어두운 그림자            | 2007년 2월 2일   |
| 48회       | 24회       | 아짱나의 혼란            | 2007년 2월 9일   |
| 49회       | 25회       | 아쵸가 아짱나            | 2007년 2월 16일  |
| 50회       | 25회       | 너의 마음을 지켜줘       | 2007년 2월 23일  |
| 51회       | 최종화(26) | 마지막 승부              | 2007년 3월 2일   |
| 최종화(52) | 최종화(26) | 안녕 롱맨                | 2007년 3월 9일   |

## 관련 애니메이션
- 뚜루뚜루뚜 나롱이 (나롱이 시즌 1)
- 스피어즈
- 그린세이버 (나롱이 시즌3)

## 같이 보기
- 나롱이